# Tetrix macilenta
Tetrix macilenta är en insektsart som beskrevs av Ichikawa 1993. Tetrix macilenta ingår i släktet Tetrix och familjen torngräshoppor. Inga underarter finns listade i Catalogue of Life.